# Musée de la Résistance et de la Déportation d'Auch
Pour les articles homonymes, voir Musée de la Résistance et de la Déportation.
Le Musée de la Résistance et de la Déportation d'Auch est un musée départemental créé le 5 octobre 1975 et situé à Auch en France. On y trouve de nombreuses pièces et de grandes collections d'objets de la Seconde Guerre mondiale.
Il a déménagé dans de nouveau locaux, place des Carmélites à Auch et a été inauguré dans ses nouveaux murs le 27 mai 2023.

## L'origine du musée

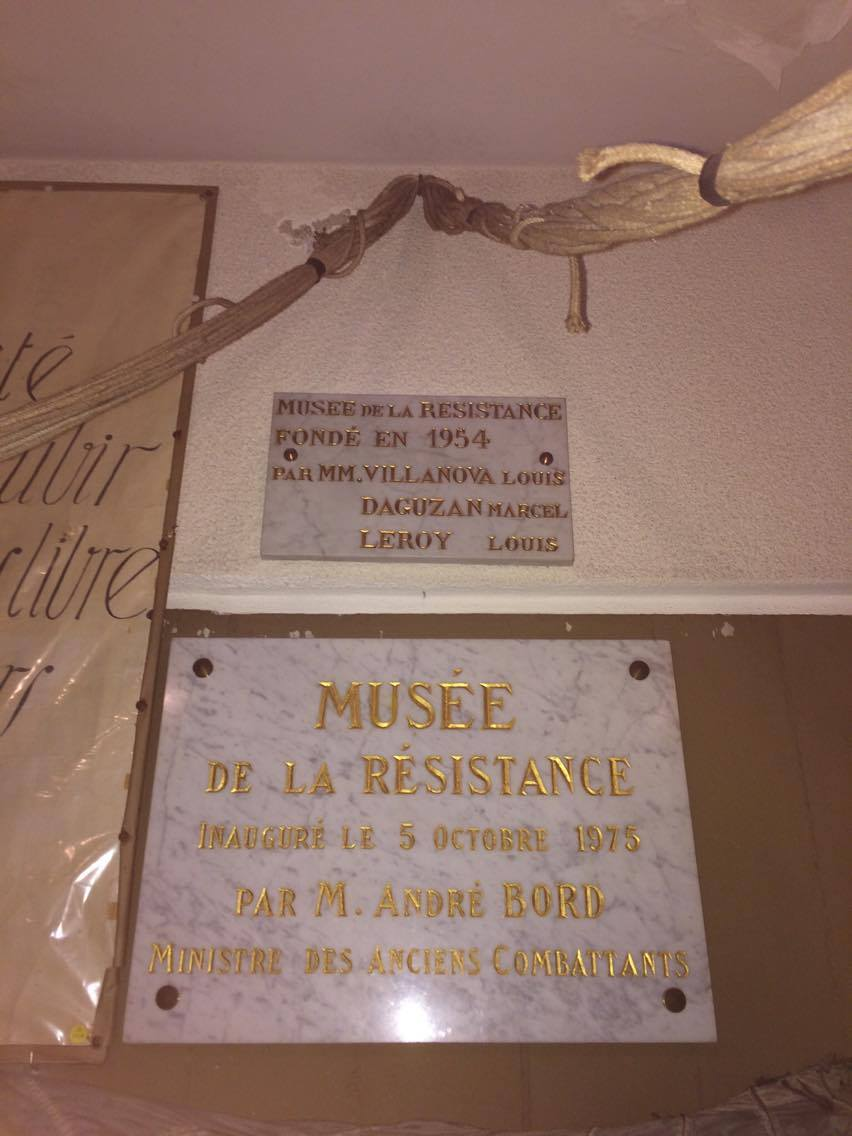
Plaque d'inauguration du musée, photographié à l'intérieur de celui-ci.
Fonds Labéjean

André Bord, ministre des Anciens combattants, inaugure le musée Départemental de la résistance et de la déportation du Gers à Auch le 5 octobre 1975. Ce musée a été créé grâce à trois anciens résistants qui, dès 1954, ont cherché tous objets ou documents en rapport avec la résistance ou la déportation. Parfois c’était un sacrifice pour les détenteurs de s’en séparer.
Ce musée se situe en sous-sol rappelant le combat souterrain des résistants. Il comporte plus de 700 pièces qui sont réparties sur des tableaux muraux ou sous vitrine. Les tenues ont été mises sur des mannequins en bois pour que les visiteurs puissent les observer. Des tableaux retracent l’histoire de la résistance Gersoise. Tous ces objets sont désignés par leur nom et leur emploi est précisé de manière que tous les visiteurs comprennent facilement.
Le parcours du musée s’effectue de façon chronologique depuis l’alerte de 1938 à la reconquête du sol national.
En 1994, l'association du Musée de la Résistance et de la Déportation du Gers est créée. L'objectif est de pérenniser le souvenir du combat de la résistance dans le département et d'enrichir les collections. Il se nomme Musée Guy Labédan, Léontine Bordes, Sarah Silber en hommage à leurs actions pendant la résistance (respectivement résistant et historien contributeur du musée, résistante déportée et enfant juif déporté à Auschwitz).
Il a déménagé et ouvert dans ses nouveaux murs le 27 mai 2023.

## La Résistance à Auch pendant la Seconde Guerre mondiale

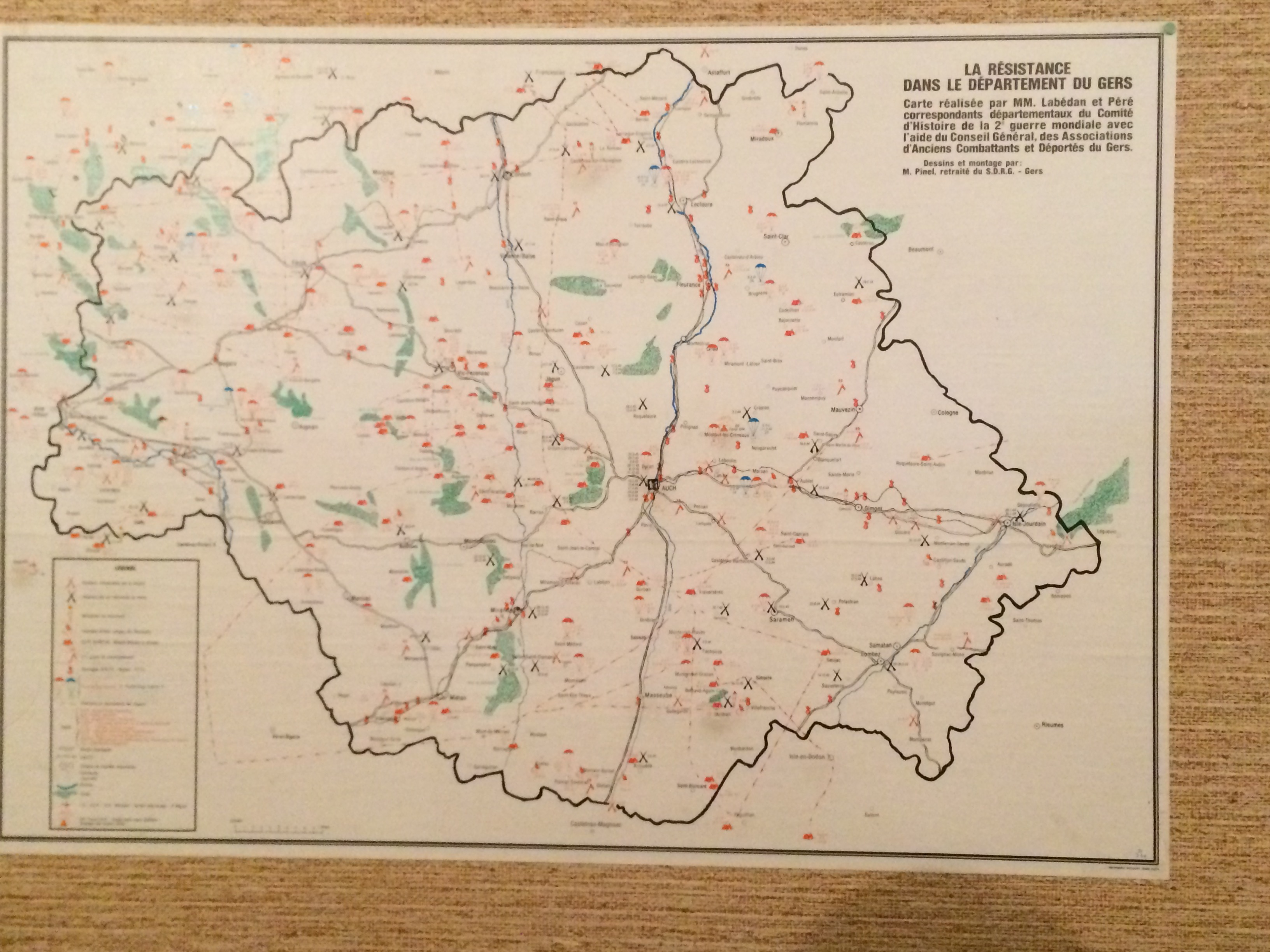
Carte de la Résistance dans le Gers.

Durant la Seconde Guerre mondiale (1939-1945), de nombreuses villes en France montraient un mouvement de résistance. Auch fait partie de ces villes qui ont résisté contre l'occupation allemande.  
Lorsque le 10 mai 1940, l'Allemagne nazie envahit la France et les territoires voisins. Le 11 juin, le gouvernement, désemparé, se replie sur Bordeaux. C'est l'exode vers le sud qui débute.
Le 22 juin 1940, la France, qui se trouve anéantie, signe l'Armistice et va, par la suite, être coupée en deux zones délimitées par une ligne de démarcation qui va séparer la zone libre où va s'exercer l'autorité du gouvernement de Vichy, de la zone occupée par les Allemands. Le Gers faisait partie de la zone libre.
Le premier noyau de la résistance à Auch voit le jour fin novembre 1940. La résistance dans le Gers sera plus forte lors de l'occupation allemande qui débutera le 11 novembre 1942 et qui se terminera le 19 août 1944.
Le Gers a connu des camps de détention et d'internement qui étaient destinés aux étrangers notamment à Cazaubon, à L'Isle-Jourdain, à Montferran-Saves, à Masseube et à Montestruc-du-Gers.
Comme tous les résistants en France, les résistants d'Auch ont subi la répression. Darnand avait d'ailleurs créé une des tâches de la milice en janvier 1943, qui aidait les Allemands, la Gestapo ou encore la Feldgendarmerie dans ce qu'on appelle la « chasse aux résistants ». Les résistants étaient très souvent exposés aux dénonciations. L'Hôtel de France à Auch servait de siège pour la Feldgendarmerie.
Les États-Unis ont apporté une aide aux résistants, notamment via des aviateurs américains qui ont atterri dans plusieurs endroits dans le Gers, principalement à Auch. L'Angleterre a participé intensivement à l'aide pour la résistance, notamment dans le Gers via des parachutages d'armes, le plus souvent, qui avaient lieu exclusivement les nuits de pleine lune. D'ailleurs, les résistants disposaient de "postes récepteurs de messages" dont les messages étaient souvent ceux du Général Charles de Gaulle,  provenant de la radio anglaise: la "BBC".
La fin de la Seconde Guerre mondiale et de la Résistance pour les Gersois s'est fait durant la bataille de L'Isle-Jourdain, du 19 au 20 août 1944. Les Gersois se sont libérés seuls.

## Les figures de la résistance dans le Gers

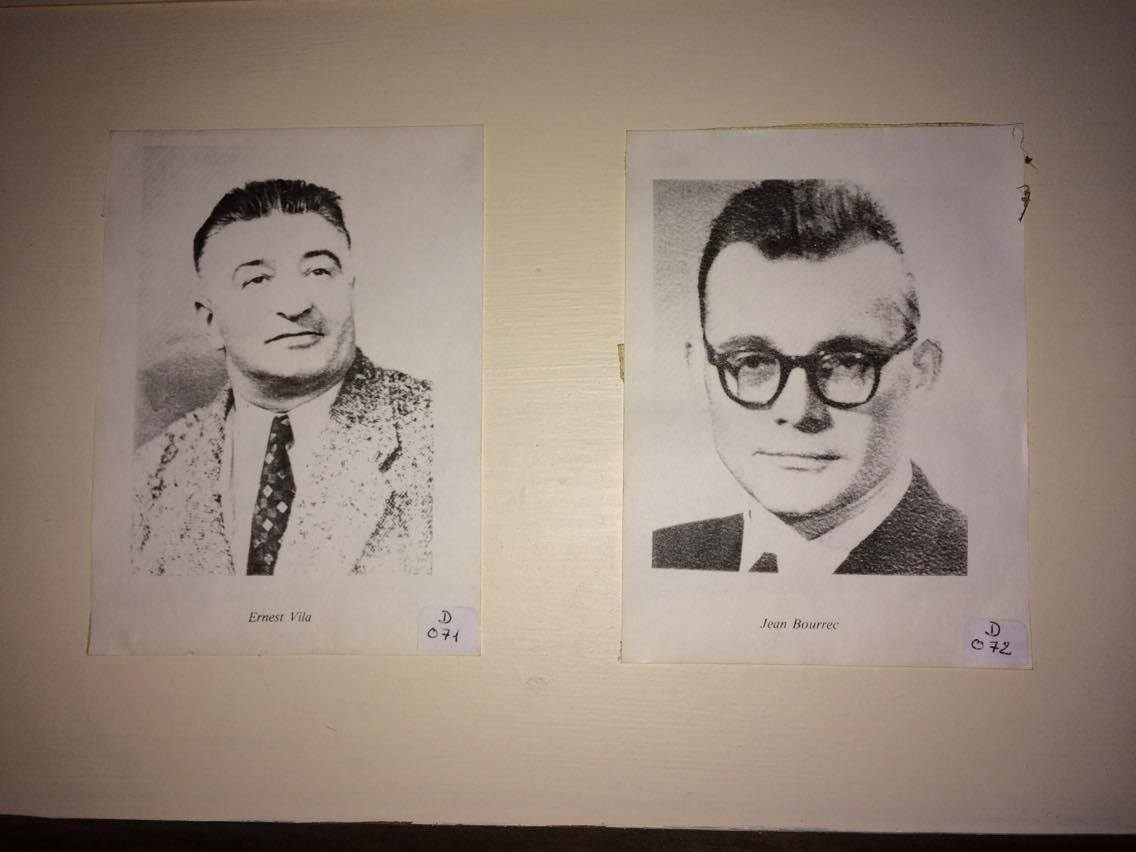
Ernest Vila à gauche et Jean Bourrec à droite.

Durant la Seconde Guerre mondiale, de nombreuses personnes étaient impliquées dans la résistance, notamment dans le Gers, à Auch, où quatre personnalités importantes de l'époque consacraient leur temps pour le bien du pays et la défense de leurs idées.
La résistance à Auch s'organisait sous l'impulsion de Fernand Mauroux, un négociant, Ernest Vila, un instituteur, Georges Daubèze, un vétérinaire et Jean Bourrec, un professeur adjoint. Par la suite, ils ont recruté Mouchet, Villanova, Tourné, Lloret, Sempé, Montaubéry et Massat. Leur action principale était la lecture et la distribution du journal clandestin « Liberté ».
Des lettres « V », signe de protestation par les résistants, étaient tracées à la craie dans la ville, sur les boites aux lettres, poubelles et édifices publics. La nuit précédant la venue du général Laure, secrétaire général du chef d’État, de nouveaux « V » furent tracés, cette fois-ci au goudron, sur les balises de la N.124 par l'équipe des résistants auscitains.
Plus tard, Daubèze obtenait un contact avec un réseau de résistance de Toulouse et était chargé d'organiser la réception d'un parachutage aux environs d'Auch. Mais il fut arrêté le 25 novembre 1941 par la police de Vichy et condamné à un an de prison.
Fin 1941, le mouvement « Liberté » devenait « Combat ».
Durant l'année de 1942, le cercle de résistance s'élargissait et des postes de responsabilités étaient attribués sous la responsabilité de Villanova.
Un embryon de l'Armée secrète (A.S) fut formé petit à petit.
Il y avait de plus en plus de graffitis dans les rues qui affirmaient une opposition au régime dirigé par le maréchal Pétain.

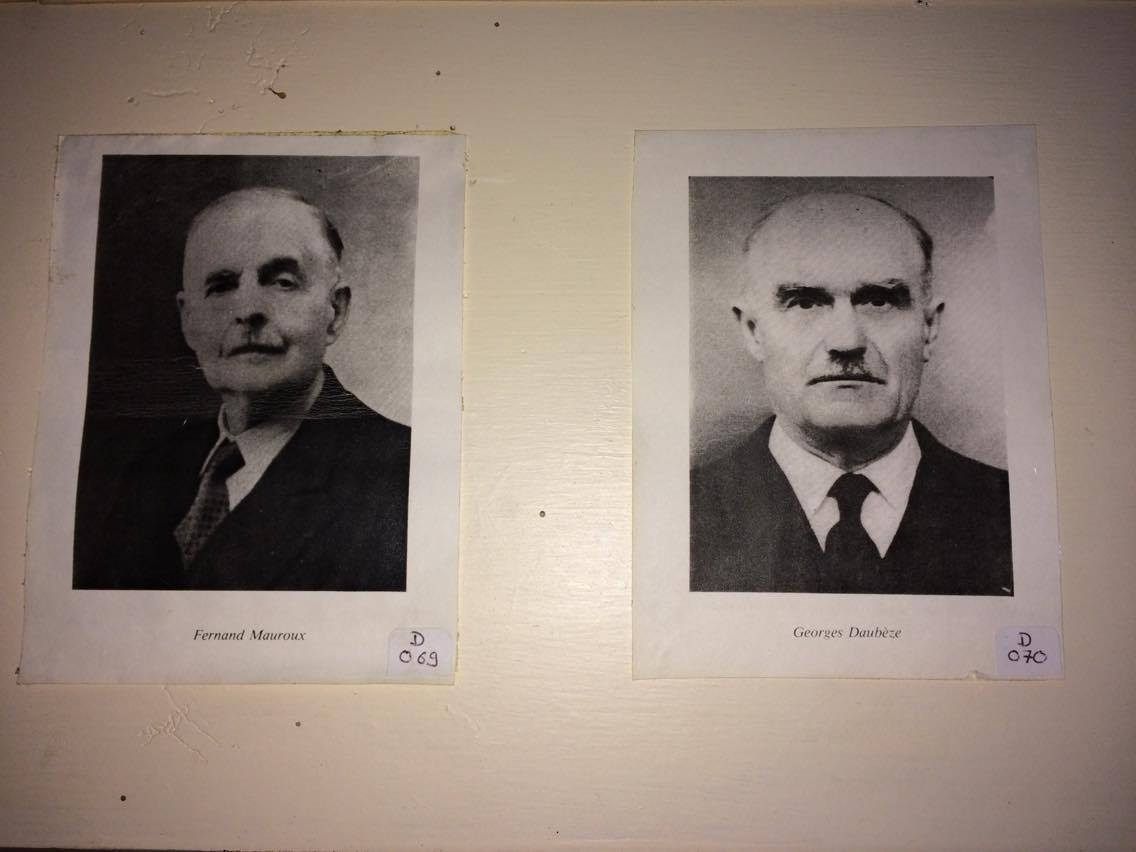
Fernand Mauroux à gauche et Georges Daubèze à droite.

Un attentat à l'explosif fut commis par des résistants auscitains dans la nuit du 28 et 29 août contre le siège du Parti populaire français, pronazi. Cet attentat entraîna l'arrestation de l'industriel Fernand Mauroux et son incarcération.
Au printemps 1943, les M.U.R.( Mouvements unis de la Résistance) sont pris en main par Jean Bourrec. Ils sont composés de « Combat » (largement majoritaire) et d’autres mouvements comme « Libération ».
À leur tête, se trouvait Ernest Vila, un responsable de l’organisation qui était désigné dans les cantons. Il avait la charge de distribuer les journaux clandestins.
De nombreux tracts et graffitis apparaissaient et prenaient une place importante dans la résistante qui se trouvait de plus en plus présente.
En septembre 1943, les imprimeurs du journal clandestin s'installaient à Auch et imprimaient le célèbre « Chant des Partisans » qui se trouvait être une autre forme de résistance.
Le 11 décembre 1943, le personnel de l'imprimerie « La libération » fut arrêté et déporté.
Le 9 et 10 mars 1944, les auscitains Jean Bourrec et Georges Daubèze ont été arrêtés avec d’autres habitants.
De nombreuses personnes se sont battues pour le régime et certaines ont réussi à arriver jusqu'au bout tandis que d'autres ont été arrêtées ou tuées malgré leur courage.

## Le Maquis de Meilhan

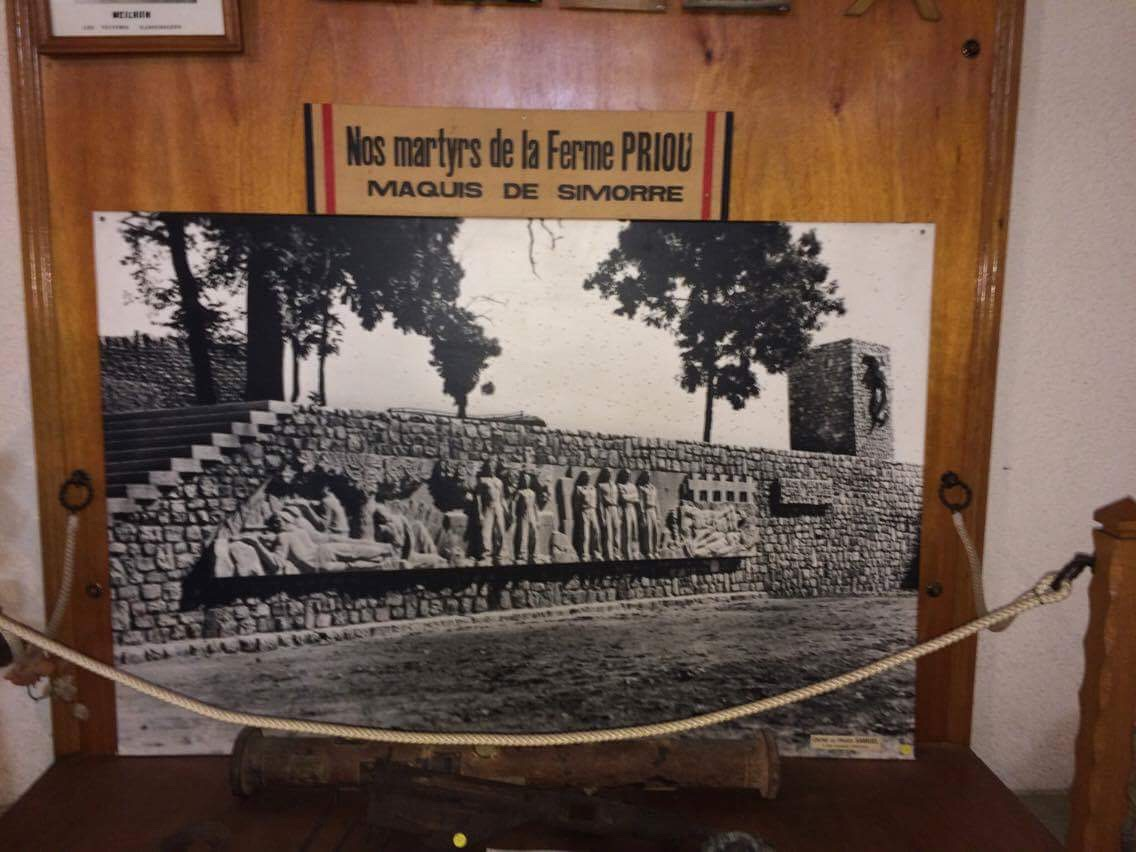
Photographie prise au musée de la Résistance à Auch, dans la section réservée au maquis de Meilhan.

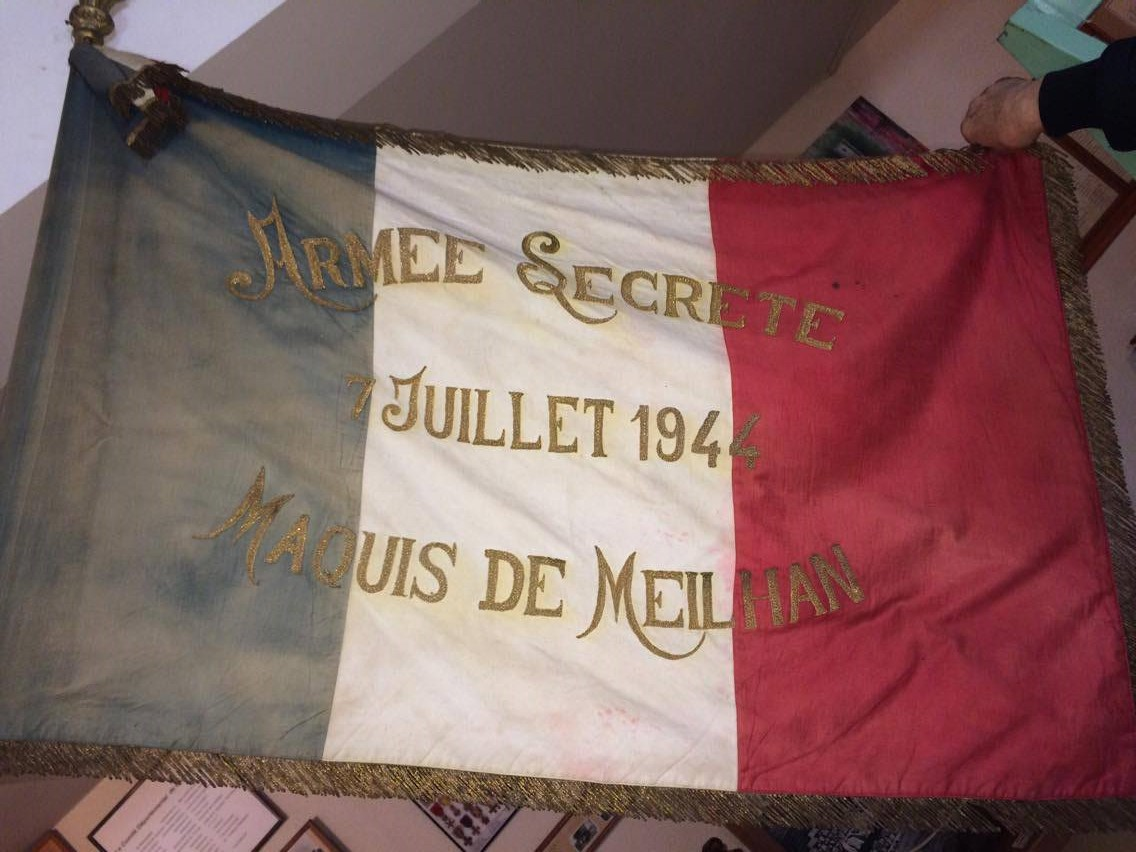
Photographie prise au musée de la Résistance à Auch, dans la section réservée au maquis de Meilhan

Le musée de la Résistance à Auch contient une partie consacrée au maquis de Meilhan.
Ce monument se trouve sur les collines de Meilhan, de Villefranche d'Astarac et de Gaujan dans le Gers. Né en mai 1944 à Arrouède et commandé pendant la Seconde Guerre mondiale par le docteur Raynaud, ce lieu fut utilisé par les résistants français qui combattaient l'occupation allemande dans le Gers. Sa principale activité est le sabotage.
On promet le 3 juillet 1944 à ce groupe, en manque de munitions et pourvu seulement d'armes légères, l'arrivée d'un parachutage imminent américain d'armes lourdes mais celui-ci arrivera trop tard. Le 6 juillet au soir, le peu d'armes qu'ils avaient sont mises dans des camions pour faire mouvement le lendemain. Seulement, le maquis a été repéré par les Allemands et le 7 juillet, un détachement de la Wehrmacht de 150 hommes du 116e bataillon de grenadiers allemands venu de Lannemezan encercle le maquis. Les 76 maquisards français, désarmés et démunis, succombent majoritairement sous les balles allemandes : seuls 17 d'entre-eux réussirent à s'échapper par le Sud, 3 autres ont été faits prisonniers et fusillés à Lannemezan. C'est un bilan très lourd pour un combat qui n'a duré guère plus de deux heures.
Trois ans plus tard, le 22 octobre 1947, quatre hommes considérés comme responsables de ce carnage comparaissent à Toulouse devant le Tribunal militaire. Ces hommes, commandants de compagnie ou de section, ont été dénoncés par des prisonniers allemands qui avaient participé au combat de Meilhan.
Chaque année, le premier dimanche de juillet, a lieu la commémoration du souvenir au maquis de Meilhan. Ce maquis a été réalisé et conçu par les architectes Hébrard, Lefèbvre et Bienvenu ainsi que des sculpteurs et l'entreprise Chamayou de Tarbes (Hautes-Pyrénées). L'inauguration a eu lieu le 21 août 1949.

## Libération d'Auch
L'année 1944 est bien, pour l'Europe occupée, l'année des plus grands espoirs. Grâce à l'action des différentes armées alliées ainsi qu'à l'aide qui leur est apportée par les mouvements et les maquis de la résistance, l'Allemagne nazie recule sur tous les fronts et son renversement semble proche.
À partir du 6 juin 1944, s’engagent des actions de sabotage. Mais la réaction de la Wehrmacht, la III° armée du Reich, ne tarde pas et les résistants subissent de lourdes pertes, comme à Castelnau-sur-l’Auvignon, en juin 1944, où de nombreux résistants français et espagnols tombent sous les balles allemandes. Le 7 juillet 1944, le maquis de Meilhan est décimé par une attaque. À partir de 1944, il s’agit, pour la résistance, de préparer le débarquement puis de le soutenir. Au printemps 1944, la question qui se pose est de savoir s’il faut engager les combats contre l’ennemi ou attendre l’intervention alliée. La résistance s’organise alors en bataillons pour préparer le débarquement.
Au sud du département se met en place le Bataillon Soulès. Joseph Nastuzzi, qui vit dans la ferme de ses parents à Leboulin, rejoint l'un des camps du Corps franc Pommies à Bajonette. « C'est là que nous avons été équipés avec des armes provenant des parachutages anglais. J'étais dans une section dotée d'un mortier et d'une mitrailleuse lourde. », dit-il. Le 19 août 1944, les Allemands quittent la ville. Ils ont été stoppés à L'Isle-Jourdain et ramenés à Auch le 22 août. 

## Souffrances politiques et raciales durant la Seconde Guerre mondiale à Auch
A partir de 1938, le système concentrationnaire nazi prend une plus grande dimension. Après les premiers camps comme Dachau (créé en 1933), d'autres camps de concentration et d'extermination sont créés. Flossenburg  en Autriche, Stutthof et Auschwitz en Pologne, Theresienstadt en Tchécoslovaquie, le Struthof en France. Sous l'autorité et le contrôle des S.S., tous essaiment en Kommandos comme une véritable toile concentrationnaire. Aux détenus allemands, autrichiens et tchèques s'ajoutent des hommes et des femmes de toute l'Europe.

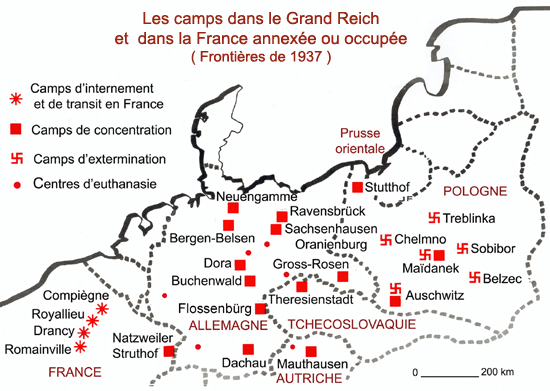
Carte d'une partie de l'Europe (Pologne, France...) avec les camps de concentration et extermination lors de la Seconde Guerre mondiale (1939-1945)

Une circulaire du 29 septembre 1941 instaure la mise au travail des détenus. La S.S. devient la plus grande entreprise économique du Reich. En effet, elle dispose pour les firmes allemandes d'une main d'œuvre renouvelable et qui ne lui coûte rien. Les déportés sont des numéros sur une liste, soumis à la promiscuité, aux sévices et humiliations, aux mauvais traitements et brutalités, aux maladies, à la faim... À l'arrivée, c'est la terrible sélection : le sursis en esclavage pour les plus valides ; la mort dans les chambres à gaz, ou sous les coups, pour les plus faibles. Plus de 75 000 Juifs de toutes nationalités dont près de 10 000 enfants, ont été déportés de France. En outre, depuis le camp de Royallieu, à Compiègne, 85 000 résistants arrêtés et internés ont été déportés. 
On compte dans le Gers 187 hommes et femmes déportés politiques ou de résistance. 102 sont rentrés des camps, soit une proportion de 54 %. Il faut ajouter 124 Israélites, arrêtés au cours de trois rafles. On ne connaît que deux rescapés de Auschwitz ou autres camps de la mort.
Des Juifs du Gers aussi ont été victimes des nazis, quand on sait que d'autres y ont trouvé refuge et que des Gersois ont été des «Justes», quand sait enfin que des juifs, dont certains sont enterrés au cimetière de Maquis de Meilhan ont combattu, ont péri au sein de la résistance gersoise.
À Lectoure, de nombreuses personnes se sont mobilisées pour sauver des juifs : comme Joseph Moussaron, ancien curé de Lectoure, archevêque d'Albi qui demande à la vingtaine d’institutions religieuses (écoles, collèges, orphelinats, monastères…) de son diocèse d’accueillir enfants et familles, l'Archiprêtre Arthur Sentex, le principal Batrelle, des dames d’œuvre (Mlle Sabathé), des agriculteurs (Mme Duprat), des enseignants, des médecins, le Maire Jules de Sardac, des familles laissant leurs portes ouvertes, prêtant leur nom pour recevoir du courrier…

## L'occupation allemande dans le Gers
L'occupation allemande de la France commence le 22 juin 1940, durant cette période la France était divisée en deux parties par une ligne de démarcation, au Nord il y avait la « zone occupée » par les forces armées du IIIe Reich et au Sud il y avait la « zone libre ». Cette occupation prend fin avec la libération progressive des Alliés en novembre 1944.
L'occupation par les Allemands
Encore en 1942, la majorité de la population croit encore au mythe "maréchaliste", qui veut faire passer Philippe Pétain, pour le sauveur et le protecteur des Français. En simple spectatrice, elle laisse s'accomplir, parfois elle les réprouve, les actions par lesquelles la résistance prouve son existence. C'est que la préoccupation principale de tous consiste à assurer sa vie matérielle, perturbée par des restrictions de toutes sortes.
Le fait brutal est l'invasion de la zone non occupée, et donc du Gers, par les Allemands, le 11 novembre 1942. Les mentalités changent alors, car l'occupation est dure et l'occupant toujours plus exigeant.
Le 11 novembre 1942, en violation des conventions d'armistice, l'armée allemande envahit la zone non occupée. L'événement, considéré du seul point de vue local, est d'importance. L'artère principale du département, la R.N. 124, mais aussi la R.N. 654, de Condom à L'Isle-Jourdain, sont sillonnées, d'ouest en est, par les éléments motorisés de la Wehrmacht. La population est sidérée. Plus de deux ans après l'armistice, elle découvre l'armée allemande et sa force mécanique apparemment intacte. La surprise est partout, sauf chez le Colonel Schlesser, commandant le 2e régiment de Dragons, qui a placé des agents le long de la ligne de démarcation entre Aire-sur-Adour et Mont-de-Marsan, pour le prévenir de l'éventualité d'une invasion attendue depuis le débarquement des Alliés en Afrique du Nord, le 8 novembre. Aussi, est-il en mesure d'annoncer lui-même, dès 6 heures du matin, à la 17e région militaire de Toulouse, la nouvelle de cette invasion. La veille, il a eu connaissance des directives de l'État-Major de l'armée, enjoignant aux troupes de l'armée d'armistice de quitter leurs garnisons, en cas de franchissement de la ligne de démarcation par des troupes "étrangères". Tout le régiment est en alerte. L'escadron motorisé, commandé par le Capitaine Bridoux, quitte Auch, pour occuper de nouveaux emplacements. Cependant, vers 9 heures, arrive par téléphone l'ordre de la 17e région de ne pas sortir des casernements. Contre son gré, le Colonel Schlesser lance à la poursuite du détachement Bridoux, l'Adjudant Grattard, qui le rattrape aux environs d'Aubiet. L'escadron rentre au quartier par une route secondaire car les colonnes allemandes approchent. Mais ce jour-là, les Allemands ne s'attardent pas. Leur objectif est Marseille. Ils n'ont pas pénétré dans le quartier Espagne. Le maximum de matériel est sorti de la caserne, pour être camouflé dans les environs de la ville : armes, véhicules, instruments d'optique, postes de radio, chevaux...
Le 27 novembre est la date officielle de la démobilisation du régiment. Dans l'après-midi, les Allemands pénètrent dans la caserne, en formation de combat. Le Colonel refuse de recevoir le commandant allemand; son second, le Lieutenant-Colonel de la Maisonneuve, qu'il lui délègue, obtient un sursis pour le régiment de 48 heures. Aidé de son état-major, il met à profit ce laps de temps pour s'occuper des démobilisés. Afin de leur trouver du travail, il entre en rapport avec les administrations : Eaux et Forêts, Ponts et Chaussées, notamment. Une centaine d'emplois sont trouvés. Le dimanche 30 novembre, a lieu une cérémonie, "les adieux à l'étendard". La population auscitaine y a été conviée. Devant ses hommes, le Colonel Schlesser prononce une allocution. C'est un appel à peine dissimulé à la résistance. Il fait grande impression sur l’assistance, autant civile que militaire. Le 2e régiment de Dragons parti, un régiment d'artillerie allemand prend possession du quartier Espagne. D'autres éléments s'installent à la caserne Lannes. Tout le matériel militaire français qui n'a pu être soustrait : camions, chars, motos, cuisines roulantes, outillage, etc., est amené à la gare d'Auch et chargé sur des trains, par les Allemands.
Une loi du 4 septembre 1942 a institué la relève qui consiste à envoyer en Allemagne des travailleurs français en échange de la libération de prisonniers de guerre. Il s'avère vite que le "Reich" n'autorise le retour que d'un nombre restreint de prisonniers de guerre, la plupart inaptes au travail ou malades. Ces faits contribueront à faire évoluer les esprits, ce qui n'échappera pas à l'ennemi.
Les armées
Depuis deux ans, l'armée d'armistice entretient l'espoir qu'elle pourra reprendre le combat contre l'Allemagne, vit ses derniers temps.
Alors que la Wehrmacht pénètre en zone non occupée, le 2e régiment de Dragons à Auch cette armée française de 100 000 hommes devra sur ordre de Vichy mettre bas les armes. Les unités qui la constituent seront dissoutes.
Cependant, ce que l'ennemi n'a pas prévu en opérant sa destruction, c'est que des démobilisés formeront une résistance armée en métropole et que d'autres, rejoindront, par l'Espagne, l'armée française d'Afrique, qui au sein du dispositif allié, jouera un rôle appréciable sur tous les champs de bataille et notamment, en France.
Face à l'occupation allemande, la population comprend qu'il s'agit d'une épreuve de plus à supporter. Elle meurt de faim, les séquelles de l'état de pénurie se retrouveront longtemps encore dans la population jeune qui, plus que tout autre, a besoin de manger.
La vie de la population pendant l'occupation
Conséquence de l'arrêt des échanges internationaux, du ralentissement de la production agricole mais aussi des ponctions opérées par le Reich vainqueur et prioritaire, la population connait depuis la fin de 1940, le rationnement. Pour y avoir droit, il faut des tickets d'alimentation distribués mensuellement par les mairies. Les consommateurs sont classés en plusieurs catégories. Suivant celles-ci, les rations sont entre 100 et 350 grammes par jour pour le pain, elles sont de 180 grammes par semaine, pour la viande. Les habitants de la campagne sont enviés car aux sources de la production alimentaire, ils se servent les premiers. Chez les commerçants, les artisans, c'est le troc. Les restrictions provoquent de bénéfiques reprises de contact entre citadins et ruraux. Les travailleurs qui ont faim et doivent faire vivre leur famille, y dépensent la totalité de leurs gains. Les personnes âgées aux petites ressources qui ne peuvent se déplacer à la campagne, souffrent le plus. Dans les collèges et les pensionnats, on consomme surtout des navets et des rutabagas. Les jardins sont l'objet de soins particuliers : les légumes et les fruits font les délices de la table.
La crise vestimentaire est tout aussi grave, due aux destructions de la guerre et à la disparition des sources de matières premières. Les bons et cartes de vêtements tendent à répartir le peu qui reste. Il est possible d'acquérir des vêtements de dessus, à base de laine, sans remise d'un bon d'achat, à condition de remettre au fournisseur une quantité double du produit usagé. Les vestes et les pardessus sont retournés ce qui leur donne l'apparence du neuf. On apprend à fabriquer une paire de sandales à partir d'un pneu de camion et d'un morceau de toile de récupération. Les éoliennes, machines mues par le vent, réapparaissent alors qu'il n'y a plus d'essence pour faire tourner les moteurs, elles servent à moudre le grain à domicile.
La délinquance de son côté fait des ravages, les vols en particulier. La pénurie en est la cause : vols dans les potagers, dans les basses-cours, dans les magasins. Mais on vole aussi, les bottes de tabac, une autre denrée rare, les légumes, les bicyclettes, le moyen le plus courant de locomotion de l'époque.
Les distractions, les loisirs ont eux-mêmes changé de visage. Comme les déplacements sont difficiles, les jeunes s'organisent sur place. Dans tous les villages, ou presque, se sont créées des équipes de football ou de basket, encouragées par le pouvoir en place. L'état de guerre interdit les bals mais les gens dansent quand même, au son d'un accordéon ou de quelque phonographe, dans les arrière-salles des cafés ou dans les métairies.
À l'initiative de l'instituteur ou du curé, ou de dames patronnesses, les théâtres populaires revoient le jour. Mais on sépare les filles et les garçons. Les pièces sont tirées très souvent du folklore gascon et les chants patriotiques.
Avec l'arrivée des Allemands, toutes ces activités vont se ralentir car de nouveaux soucis, comme les réquisitions au titre du service du travail obligatoire en pays ennemi (S.T.O.), s'ajouteront aux préoccupations des Gersois.
L'année 1942 a été la "bissectrice de la guerre". La constatation de cette réalité inspira d'ailleurs à Winston Churchill, cette phrase restée célèbre : "Ce n'est pas la fin, ce n'est même pas le commencement de la fin mais c'est peut-être la fin du commencement".
Le bilan humain de l'occupation allemande dans le Gers
Le 14 décembre 1943 à Ponsampère, une commune du Gers  se déroule ce qu'on appelle l'«opération de minuit», qui est un piège de la Gestapo contre la Résistance régionale. Durant cette opération, 18 résistants sont arrêtés et déportés à Buchenwald, 2 arrivent à s'évader, 8 meurent au camp, et 10 en reviendront.
À Mirande, le 9 septembre 1939, 779 réfugiés arrivent d’Alsace, ces réfugiés alsaciens et espagnols vont remplacer à la campagne, la main d’œuvre mobilisée.
En juin 1940, 3 personnes sont tuées, 92 personnes sont faites prisonnières : 62 Mirandais, 30 de familles de réfugiés.
Le bilan pour le département du Gers d'après les chiffres de l’ONAC sont de 196 résistants gersois morts au combat, 82 sont morts en déportation plus 14 combattants espagnols. De plus 140 juifs ont été déportés, 8 sont revenus, et le sort est inconnu pour 14 d'entre eux.
Le bilan général en France est, environ 100 000 soldats tués en 1940, 1 million de soldats fait prisonniers, 70 000 partisans qui ont été tués entre 1941 et 1945, 50 000 personnes ont succombé dans les bombardements, et 90 000 juifs ont été déportés.

## Le futur musée
Un projet est en cours afin de déplacer ce musée de la Résistance et de la Déportation. Actuellement situé Rue Pagodeoutes, il serait transféré sous la bibliothèque d'Auch à l'adresse suivante : 12 Place Saluste du Bartas. L’État s'engagerait à financer 45 % de ce projet. Le travail de l’architecte a commencé depuis avril 2016. Le budget de ces travaux est estimé à 700 000 euros. Outre l’État, la ville et l’Agglomération de communes, le conseil départemental et la Région devraient régler la note. Ce projet est réalisé dans le but d'augmenter l'espace de visite et d'exposition. Ainsi, plus d'étudiants pourront être accueillis.